# Villa de Otura
Villa de Otura – gmina w Hiszpanii, w prowincji Grenada, w Andaluzji, o powierzchni 24,34 km². W 2011 roku gmina liczyła 6910 mieszkańców.
Na terenie gminy znajduje się port Suspiro del Moro.